# Diallomus speciosus
Diallomus speciosus är en spindelart som beskrevs av Simon 1897. Diallomus speciosus ingår i släktet Diallomus och familjen Ctenidae.
Artens utbredningsområde är Sri Lanka. Inga underarter finns listade i Catalogue of Life.